# وقود أكسيد مختلط

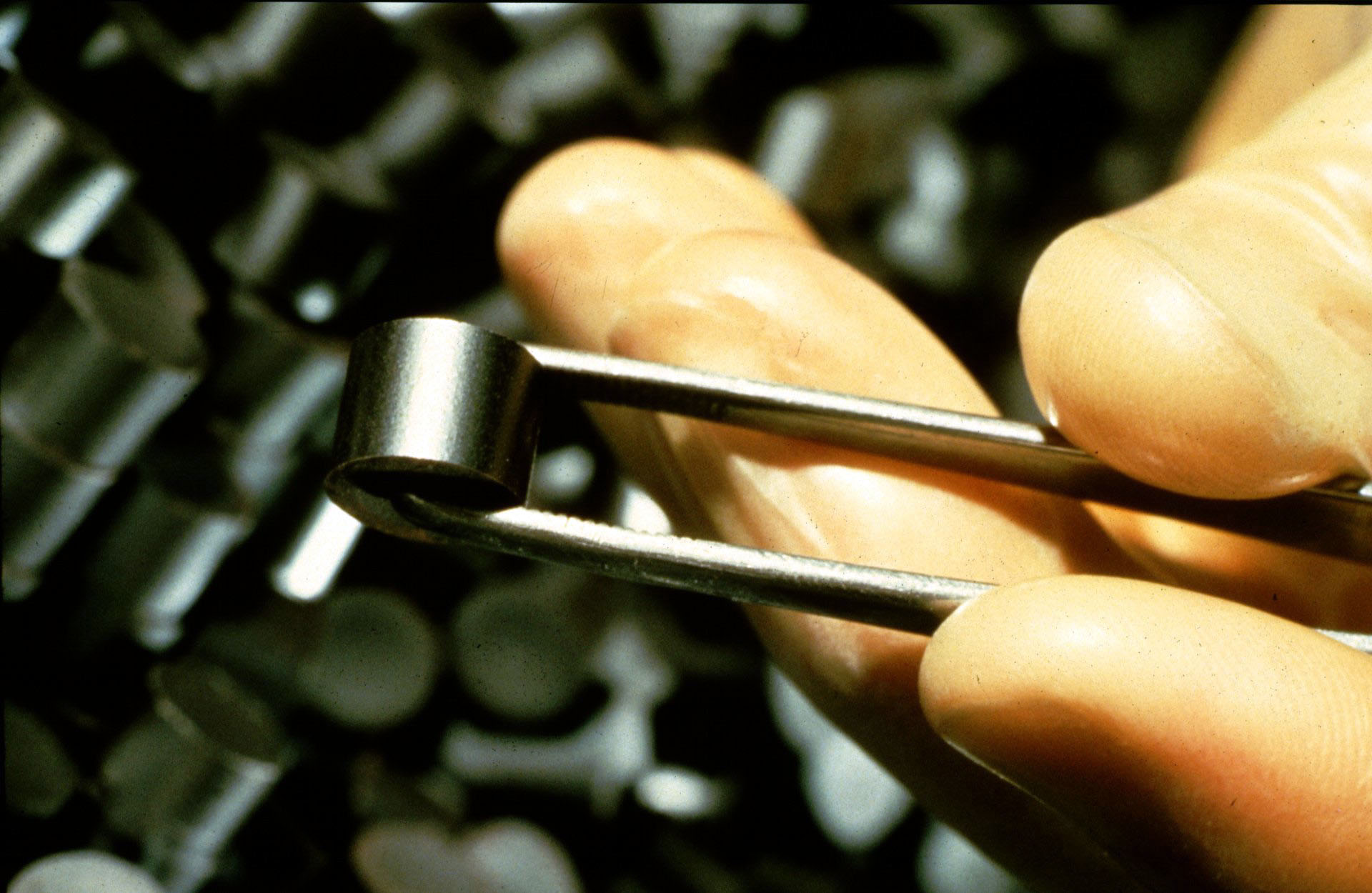
أقراص أكسيد اليورايوم. تعبأ بعد ذلك فوق بعضها البعض في أنابيب بنفس المقطع من الزركونيوم، لتكوين قضيب وقود طوله نحو 4 متر.

وقود الأكسيد المختلط ويشار إليه عادة باسم وقود MOX، هو وقود نووي يحتوي على أكثر من أكسيد من المواد الانشطارية، يتكون عادة من بلوتونيوم مخلوط مع يورانيوم طبيعي أو يورانيوم معالج أو يورانيوم مستنفد.

## نبذة
يعد وقود الأكسيد المختلط بديلاً لوقود اليورانيوم المنخفض التخصيب المستخدم في مفاعلات الماء الخفيف لتوليد الطاقة النووية. على سبيل المثال يتفاعل خليط من 7٪ بلوتونيوم و 93٪ من اليورانيوم الطبيعي بشكل مشابه، على الرغم من أنه ليس مطابقًا، لوقود اليورانيوم منخفض التخصيب.

## المكونات
يتكون وقود الأكسيد المختلط عادة من مرحلتين  ثنائي أكسيد اليورانيوم UO2 وثنائي أكسيد البلوتونيوم PuO2، قد يختلف محتوى ثنائي أكسيد البلوتونيوم من 1.5٪ بالوزن إلى 25-30٪ بالوزن حسب نوع المفاعل النووي. على الرغم من أنه يمكن استخدام وقود الأكسيد المختلط في المفاعلات الحرارية لتوفير الطاقة، لا يمكن أن يتحقق الانشطار الفعال للبلوتونيوم في وقود الأكسيد المختلط إلا في المفاعلات السريعة.

## المميزات
أحد عوامل الجذب في وقود الأكسيد المختلط هو أنه وسيلة لاستخدام فائض البلوتونيوم المستخدم في صنع الأسلحة، وهو بديل لتخزين الفائض من البلوتونيوم، والذي سيتعين تأمينه ضد خطر السرقة لاستخدامه في الأسلحة النووية. من ناحية أخرى حذرت بعض الدراسات من أن تطبيع الاستخدام التجاري العالمي لوقود الأكسيد المختلط والتوسع المرتبط في إعادة المعالجة النووية سيزيد بدلاً من الحد من خطر الانتشار النووي من خلال تشجيع زيادة فصل البلوتونيوم عن الوقود المستهلك في الطاقة النووية المدنية.